# Tomislav Duvnjak
Tomislav Duvnjak (Zagabria, 5 febbraio 2003) è un calciatore croato, centrocampista del Varaždin.

## Caratteristiche tecniche
Di ruolo centrocampista, agisce prevalentemente come regista davanti alla difesa.

## Carriera

### Club
Duvnjak è cresciuto nel settore giovanile della Dinamo Zagabria, con cui ha firmato il primo contratto professionistico il 27 maggio 2019. Ha debuttato in prima squadra il 24 luglio dell'anno successivo nell'incontro di Hrvatska nogometna liga vinto 2-0 contro il Varaždin e l'8 ottobre seguente è stato inserito dal quotidiano britannico The Guardian nella lista dei migliori 60 calciatori nati nel 2003. Nelle successive due stagioni ha militato nella seconda squadra della Dinamo ed il 28 giugno 2022 è stato ceduto a titolo definitivo all'Istria 1961.
Il 4 agosto 2023 è stato ceduto in prestito per una stagione al Sesvete in seconda divisione, ed il 30 luglio 2024 è stato acquistato dal Varaždin.

### Nazionale
Ha giocato numerose partite con le varie nazionali giovanili croate.

## Statistiche

### Presenze e reti nei club
Statistiche aggiornate al 7 dicembre 2024.
| Stagione                 | Squadra                  | Campionato               | Campionato | Campionato | Coppe nazionali | Coppe nazionali | Coppe nazionali | Coppe continentali | Coppe continentali | Coppe continentali | Altre coppe | Altre coppe | Altre coppe | Totale | Totale | Totale |
| Stagione                 | Squadra                  | Comp                     | Pres       | Reti       | Comp            | Pres            | Reti            | Comp               | Pres               | Reti               | Comp        | Pres        | Reti        | Pres   | Reti   |        |
| ------------------------ | ------------------------ | ------------------------ | ---------- | ---------- | --------------- | --------------- | --------------- | ------------------ | ------------------ | ------------------ | ----------- | ----------- | ----------- | ------ | ------ | ------ |
| 2019-2020                | Dinamo Zagabria          | 1.HNL                    | 1          | 0          | CC              | 0               | 0               | -                  | -                  | -                  | -           | -           | -           | 1      | 0      |        |
| 2020-2021                | Dinamo Zagabria II       | 2.HNL                    | 27         | 0          | -               | -               | -               | -                  | -                  | -                  | -           | -           | -           | 27     | 0      |        |
| 2021-2022                | Dinamo Zagabria II       | 2.HNL                    | 19         | 0          | -               | -               | -               | -                  | -                  | -                  | -           | -           | -           | 19     | 0      |        |
| Totale Dinamo Zagabria 2 | Totale Dinamo Zagabria 2 | Totale Dinamo Zagabria 2 | 46         | 0          |                 | 0               | 0               |                    | -                  | -                  |             | -           | -           | 46     | 0      |        |
| 2022-2023                | Istria 1961              | HNL                      | 12         | 0          | CC              | 0               | 0               | -                  | -                  | -                  | -           | -           | -           | 12     | 0      |        |
| 2023-2024                | Sesvete                  | 2.HNL                    | 27         | 1          | CC              | 0               | 0               | -                  | -                  | -                  | -           | -           | -           | 27     | 1      |        |
| 2024-2025                | Varaždin                 | HNL                      | 12         | 0          | CC              | 2               | 0               | -                  | -                  | -                  | -           | -           | -           | 14     | 0      |        |
| Totale carriera          | Totale carriera          | Totale carriera          | 98         | 1          |                 | 2               | 0               |                    | -                  | -                  |             | -           | -           | 100    | 1      |        |

## Palmarès

### Club

#### Competizioni statali
- Campionato croato: 1

Dinamo Zagabria: 2019-2020